# IC 2204
IC 2204 — галактика типу SBab () у сузір'ї Близнята.
Цей об'єкт міститься в оригінальній редакції індексного каталогу.